# Leptaulus congolanus
Leptaulus congolanus är en järneksväxtart som först beskrevs av Henri Ernest Baillon, och fick sitt nu gällande namn av Lobr.-callen och Villiers. Leptaulus congolanus ingår i släktet Leptaulus och familjen Cardiopteridaceae. Inga underarter finns listade i Catalogue of Life.